# Manukaya
Manukaya is een bestuurslaag in het regentschap Gianyar van de provincie Bali, Indonesië. Manukaya telt 11.319 inwoners (volkstelling 2010).